# Büches
Büches ist ein Stadtteil von Büdingen im hessischen Wetteraukreis.

## Geographische Lage
Büches liegt drei Kilometer westlich von Büdingen. Zur Gemarkung gehört auch der zwei Kilometer westlich von Büdingen gelegene Erbacher Hof.
Büches liegt an der Bahnstrecke Gießen–Gelnhausen (Regionalbahn 46), welche von Gießen in Mittelhessen durch die Städte Lich und Hungen (Landkreis Gießen), Nidda, Ranstadt, Glauburg und Büdingen (Wetteraukreis) nach Gelnhausen im Main-Kinzig-Kreis führt. Mit Umsteigen in Gelnhausen ist Frankfurt am Main in etwa einer Stunde erreichbar.
Durch Büches führte die B 457 von Gießen über Lich, Hungen, Nidda, Ranstadt, Selters, Büches und Büdingen nach Gründau-Lieblos zur A 66. Am 13. November 2020 wurde nach jahrzehntelanger Planung und dreijähriger Bauzeit die Ortsumgehung Büches für den Verkehr freigegeben. Diese führt die Bundesstraße nun westlich und südlich am Ort vorbei. Die Baukosten für die Umgehungsstraße mit mehreren Brückenbauwerken betrugen 26,7 Mio. Euro.
Westlich des Ortes beginnt die B 521, welche über Altenstadt (Hessen), Nidderau, Schöneck (Hessen) und Bad Vilbel nach Frankfurt-Bergen-Enkheim und Frankfurt-Seckbach verläuft.
Büches liegt nahe an den Autobahnen A 66 (Frankfurt-Fulda) und A 45 (Aschaffenburg-Dortmund). Die nächsten Anschlussstellen befinden sich in Gründau-Lieblos (A 66) bzw. Altenstadt oder Hammersbach (A 45).

## Geschichte

### Ortsgeschichte
Die älteste bekannte Erwähnung erfolgte am 14. September 1173, als ein Richardus de Buches unter den Zeugen einer Urkunde genannt wird. Er entstammte den Herren von Büches, die sich nach dem Ort benannten. Der Name Büches leitet sich vermutlich vom mittelhochdeutschen Wort „buchehe“ bzw. dem althochdeutschen „buochahi“ ab, was etwa Buchengebüsch oder Buchenwald bedeutet. Auch in mittelalterlichen Urkunden wird Büches als „Buchehes“ oder „Buchees“ bezeichnet.
Seit 1820 gehörte Büches zum Amt Büdingen, seit 1822 zum Landratsbezirk Büdingen, seit 1848 zum Regierungsbezirk Nidda und seit 1852 zum Landkreis Büdingen. Gerichtlich gehörte das Dorf seit 1820 zum standesherrlichen Amt Büdingen, seit 1822 zum Landgericht Büdingen und seit 1879 zum Amtsgericht Büdingen.
Hessische Gebietsreform (1970–1977)
Zum 31. Dezember 1971 wurde die bis dahin selbständige Gemeinde Büches im Zuge der Gebietsreform in Hessen auf freiwilliger Basis als Stadtteil in die Stadt Büdingen eingegliedert. Für Büches wurde ein Ortsbezirk errichtet.

### Verwaltungsgeschichte im Überblick
Die folgende Liste zeigt die Staaten und Verwaltungseinheiten, denen Büches angehört(e):
- vor 1806: Heiliges Römisches Reich, Grafschaft Isenburg-Büdingen, Amt Büdingen
- ab 1806: Fürstentum Isenburg (Rheinbund),[Anm. 2] Amt Büdingen
- ab 1813: Generalgouvernement Frankfurt,[Anm. 3] Amt Büdingen
- ab 1815: Kaisertum Österreich,[Anm. 4] Amt Büdingen
- ab 1816: Großherzogtum Hessen (Souveränitätslande),[Anm. 5] Provinz Oberhessen, Amt Büdingen[11] (zur Standesherrschaft Isenburg gehörig)
- ab 1822: Großherzogtum Hessen, Provinz Oberhessen, Landratsbezirk Büdingen[12][Anm. 6]
- ab 1848: Großherzogtum Hessen, Regierungsbezirk Nidda
- ab 1852: Großherzogtum Hessen, Provinz Oberhessen, Kreis Büdingen
- ab 1867: Norddeutscher Bund, Großherzogtum Hessen, Provinz Oberhessen, Kreis Büdingen
- ab 1871: Deutsches Reich, Großherzogtum Hessen, Provinz Oberhessen, Kreis Büdingen
- ab 1918: Deutsches Reich, Volksstaat Hessen, Provinz Oberhessen, Kreis Büdingen
- ab 1938: Deutsches Reich, Volksstaat Hessen, Landkreis Büdingen[13][Anm. 7]
- ab 1945: Deutsches Reich, Amerikanische Besatzungszone, Groß-Hessen,[Anm. 8] Regierungsbezirk Darmstadt, Landkreis Büdingen
- ab 1946: Deutsches Reich, Amerikanische Besatzungszone, Hessen, Regierungsbezirk Darmstadt, Landkreis Büdingen
- ab 1949: Bundesrepublik Deutschland, Hessen, Regierungsbezirk Darmstadt, Landkreis Büdingen
- ab 1972: Bundesrepublik Deutschland, Hessen, Regierungsbezirk Darmstadt, Wetteraukreis, Stadt Büdingen

## Bevölkerung
Einwohnerstruktur 2011
Nach den Erhebungen des Zensus 2011 lebten am Stichtag dem 9. Mai 2011 in Büches 573 Einwohner. Darunter waren 30 (5,2 %) Ausländer.
Nach dem Lebensalter waren 117 Einwohner unter 18 Jahren, 258 zwischen 18 und 49, 123 zwischen 50 und 64 und 75 Einwohner waren älter.
Die Einwohner lebten in 234 Haushalten. Davon waren 69 Singlehaushalte, 60 Paare ohne Kinder und 81 Paare mit Kindern, sowie 18 Alleinerziehende und 3 Wohngemeinschaften. In 30 Haushalten lebten ausschließlich Senioren und in 174 Haushaltungen lebten keine Senioren.
Einwohnerentwicklung
| Büches: Einwohnerzahlen von 1834 bis 2022 | Büches: Einwohnerzahlen von 1834 bis 2022 | Büches: Einwohnerzahlen von 1834 bis 2022 | Büches: Einwohnerzahlen von 1834 bis 2022 | Büches: Einwohnerzahlen von 1834 bis 2022 |
| --- | ----------------------------------------- | ----------------------------------------- | ----------------------------------------- | ----------------------------------------- |
| Jahr |                                           |                                           |                                           | Einwohner                                 |
| 1834 | 1834                                      |                                           | 212                                       | 212                                       |
| 1840 | 1840                                      |                                           | 207                                       | 207                                       |
| 1846 | 1846                                      |                                           | 207                                       | 207                                       |
| 1852 | 1852                                      |                                           | 195                                       | 195                                       |
| 1858 | 1858                                      |                                           | 199                                       | 199                                       |
| 1864 | 1864                                      |                                           | 205                                       | 205                                       |
| 1871 | 1871                                      |                                           | 210                                       | 210                                       |
| 1875 | 1875                                      |                                           | 199                                       | 199                                       |
| 1885 | 1885                                      |                                           | 189                                       | 189                                       |
| 1895 | 1895                                      |                                           | 215                                       | 215                                       |
| 1905 | 1905                                      |                                           | 257                                       | 257                                       |
| 1910 | 1910                                      |                                           | 232                                       | 232                                       |
| 1925 | 1925                                      |                                           | 233                                       | 233                                       |
| 1939 | 1939                                      |                                           | 262                                       | 262                                       |
| 1946 | 1946                                      |                                           | 375                                       | 375                                       |
| 1950 | 1950                                      |                                           | 401                                       | 401                                       |
| 1956 | 1956                                      |                                           | 408                                       | 408                                       |
| 1961 | 1961                                      |                                           | 401                                       | 401                                       |
| 1967 | 1967                                      |                                           | 459                                       | 459                                       |
| 1970 | 1970                                      |                                           | 463                                       | 463                                       |
| 1980 | 1980                                      |                                           | ?                                         | ?                                         |
| 1990 | 1990                                      |                                           | 496                                       | 496                                       |
| 2000 | 2000                                      |                                           | ?                                         | ?                                         |
| 2011 | 2011                                      |                                           | 573                                       | 573                                       |
| 2014 | 2014                                      |                                           | 572                                       | 572                                       |
| 2022 | 2022                                      |                                           | 592                                       | 592                                       |
| Datenquelle: Historisches Gemeindeverzeichnis für Hessen: Die Bevölkerung der Gemeinden 1834 bis 1967. Wiesbaden: Hessisches Statistisches Landesamt, 1968. Weitere Quellen: LAGIS; Stadt Büdingen; Zensus 2011 |                                           |                                           |                                           |                                           |

Historische Religionszugehörigkeit
| • 1961: | 318 evangelische (= 79,30 %), 79 katholische (= 19,70 %) Einwohner |

## Politik

### Ortsbeirat
Für Büches besteht ein Ortsbezirk (Gebiete der ehemaligen Gemeinde Büches) mit Ortsbeirat und Ortsvorsteher nach der Hessischen Gemeindeordnung.
Der Ortsbeirat besteht aus fünf Mitgliedern. Bei den Kommunalwahlen in Hessen 2021 betrug die Wahlbeteiligung zum Ortsbeirat 56,73 %. Alle Kandidaten gehörten der Liste „Bücheser Bürger“ an. Der Ortsbeirat wählte Klaus Bräutigam zum Ortsvorsteher.

### Ortswappen
Blasonierung: „In Rot ein vierfüßiger, schragenweise gestellter, silberner Feuerbock.“
Das Wappen wurde am 23. Oktober 2015 durch die Stadtverordnetenversammlung der Stadt Büdingen nach § 14 Hessische Gemeindeordnung (HGO) als Wappen des Stadtteils Büches angenommen.

## Kultur und Sehenswürdigkeiten

### Bauwerke
Kulturdenkmäler im Stadtteil Büches:
- Gesamtanlage Erbacher Hof
- Am Weiher 1
- Bergstraße 26
- Frankfurter Straße 28
- Frankfurter Straße 37
- Frankfurter Straße 42

### Vereine und Organisationen
- Freiwillige Feuerwehr
- Gesangverein Liederkranz
- Kleintierzuchtverein
- SV Büches 1975